# Stamka
Stamka (niem. Klein Stamm)  – kolonia w Polsce, w województwie warmińsko-mazurskim, w powiecie mrągowskim, w gminie Mrągowo. W latach 1975-1998 miejscowość administracyjnie należała do województwa olsztyńskiego.
Do 2023 miejscowość była częścią wsi Gązwa.
Osada, położona na wschód od wsi Gązwa i na zachód od wsi Polska Wieś.

## Historia
Pierwotnie była to ziemiańska (szlachecka) osada na prawie chełmińskim. Powstała w 1542 r., kiedy starosta szestneński, Georg von Rechenberg, sprzedał Janowi Skrodzkiemu i jego siedmiu synom oraz Wojtkowi Gizie, jego zięciowi, majątek wielkości 15 łanów (włók) koło jeziora Stammy, za 300 grzywien. Nabywcy zobowiązani byli m.in. do posług z psem i koniem w czasie łowów. W 1562 r. 44 włóki w Stamce objął w posiadanie jeden z rodów szlacheckich tego starostwa, von Schlubhutowie (objęli ponadto 57 włók we wsi Boże). Nie wiadomo, czy od tej pory istniały w Stamce dwa osobne majątki - wydaje się bardziej prawdopodobne, że był to majątek zupełnie nowy, powstały po wygaśnięciu tamtego nadania. W 1785 r. Stamka była wsią szlachecką z pięcioma domami. W 1849 r. była to już wieś chłopska (po uwłaszczeniu), w której było 5 gospodarstw i 35 mieszkańców. W 1928 r. osadę tę określono jako "wieś, wybudowanie i leśniczówka" z 53 mieszkańcami. W 1939 r. było tu 58 mieszkańców i 13 gospodarstw domowych, z tego 10 rolniczych, z których 3 miały wielkość w granicach 10-20 ha oraz jedno w granicach 20-100 ha.
W 1973 r. Stamka jako osada należała do sołectwa Gązwa.